# Droga krajowa B45 (Niemcy)
Droga krajowa 45 (niem. Bundesstraße 45, B 45) – niemiecka droga krajowa przebiegająca  na osi północ południe od skrzyżowania z drogami B39 i B292 na obwodnicy Sinsheimu w Badenii-Wirtembergii do skrzyżowania z drogą B3 w Wöllstadt w Hesji.

## Miejscowości leżące przy B45

### Badenia-Wirtembergia
Sinsheim, Hoffenheim, Zuzenhausen, Meckesheim, Mauer, Wiesenbach, Bammental, Neckargemünd, Eberbach.

### Hesja
Neckarsteinach, Neckarhausen, Hirschhorn (Neckar), Gammelsbach, Beerfelden, Hetzbach, Marbach, Ebersberg, Schönnen, Erbach, Michelstadt, Bad König, Mümling-Grumbach, Höchst im Odenwald, Groß-Umstadt, Dieburg, Münster, Eppertshausen, Rödermark, Rodgau, Seligenstadt, Obertshausen, Hanau, Bruchköbel, Nidderau, Kaichen, Ilbenstadt, Wöllstadt.

## Historia
Fragment pomiędzy Groß-Umstadt i Höchst im Odenwald powstał w latach 1887-1889. W 1937 r. drogę oznakowano jako Reichsstraße 45.

## Linki zewnętrzne

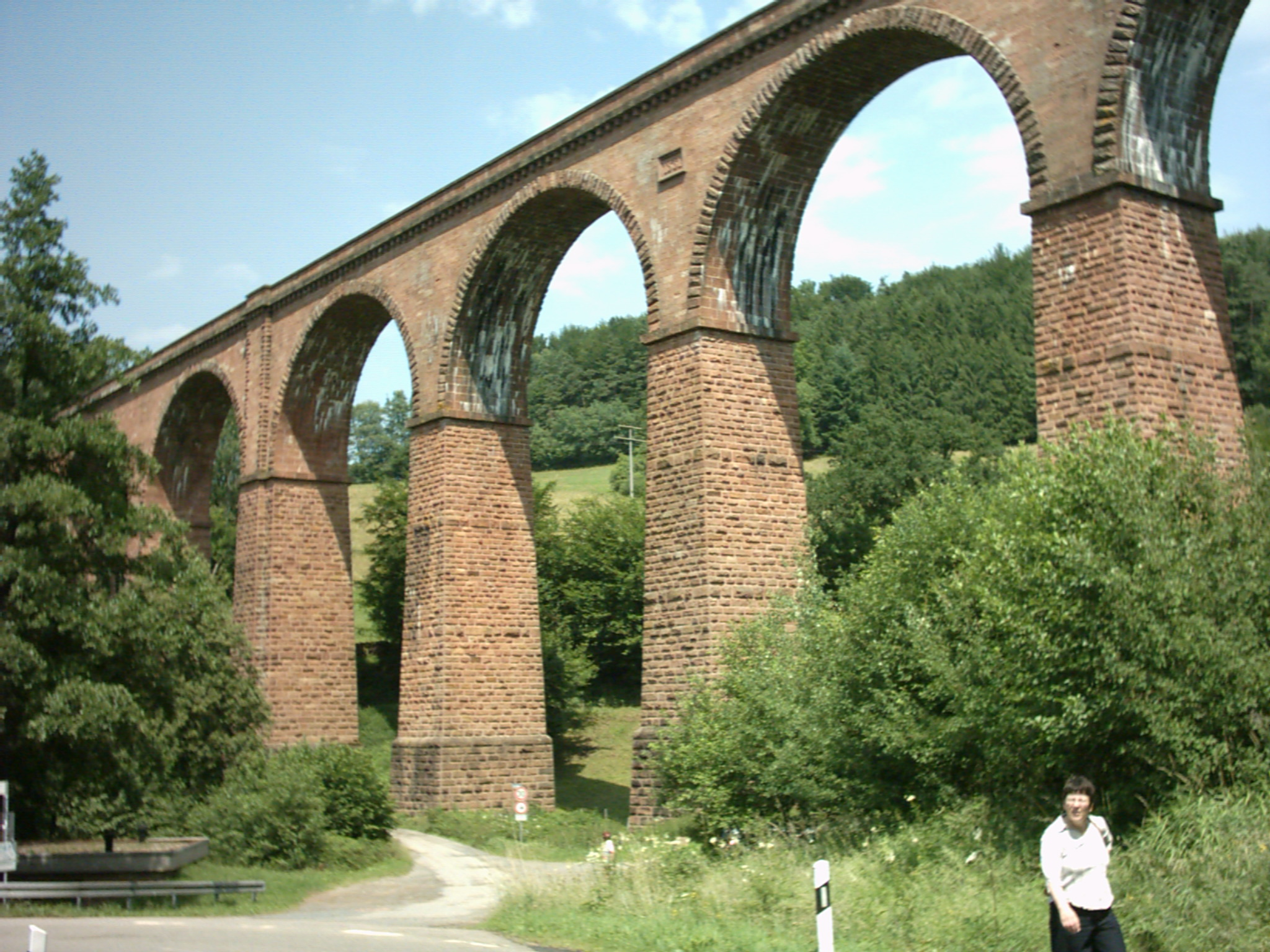
Widok z B45 na wiadukt kolei odenwaldzkiej koło Hetzbach
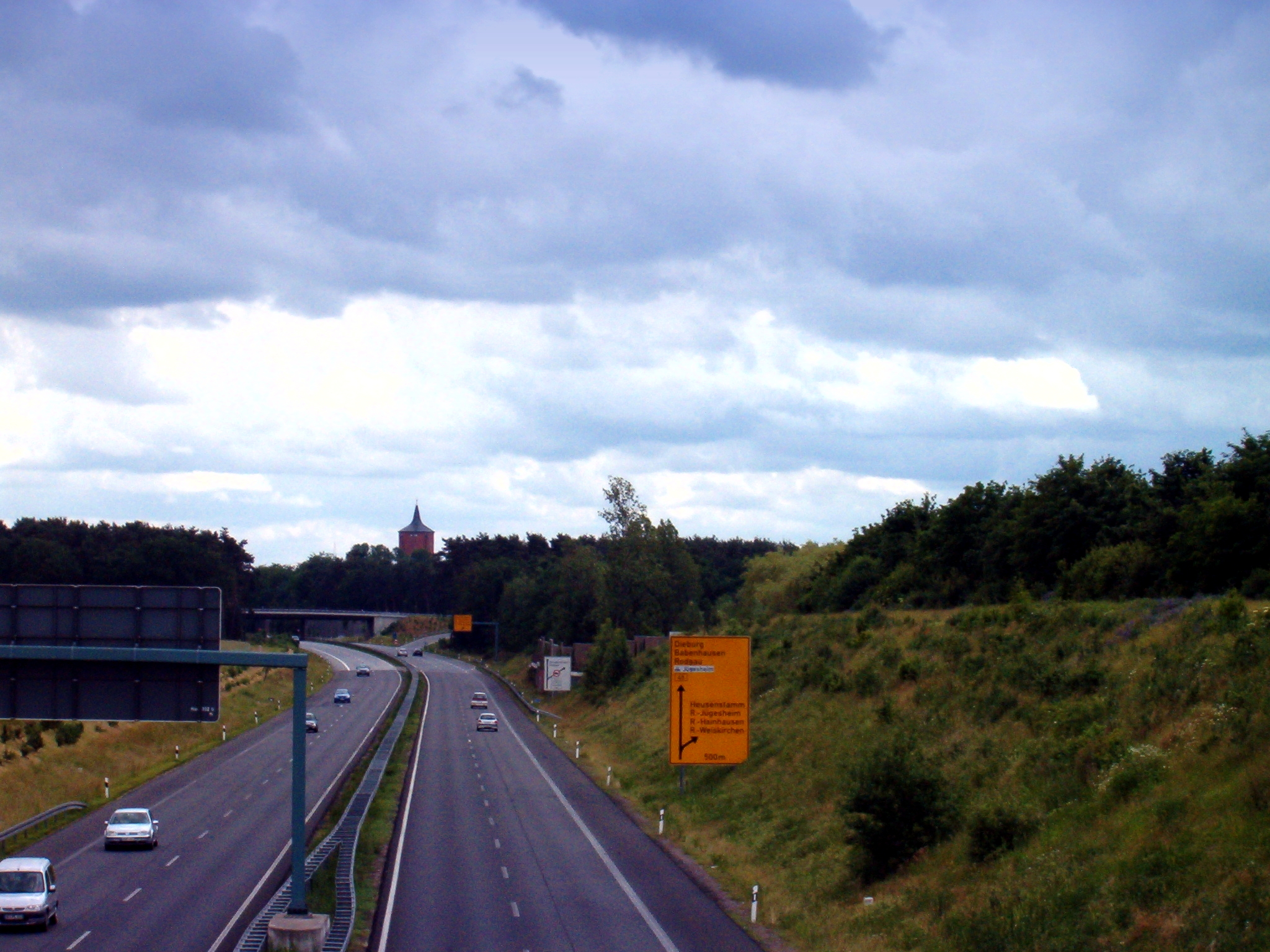
B45 koło Rodgau